# Hypsiboas calcaratus
Espèce
Synonymes
- Hyla calcarata Troschel, 1848
- Hyla leptoscelis Boulenger, 1918

Statut de conservation UICN

 LC  : Préoccupation mineure
Hypsiboas calcaratus est une espèce d'amphibiens de la famille des Hylidae.

## Répartition

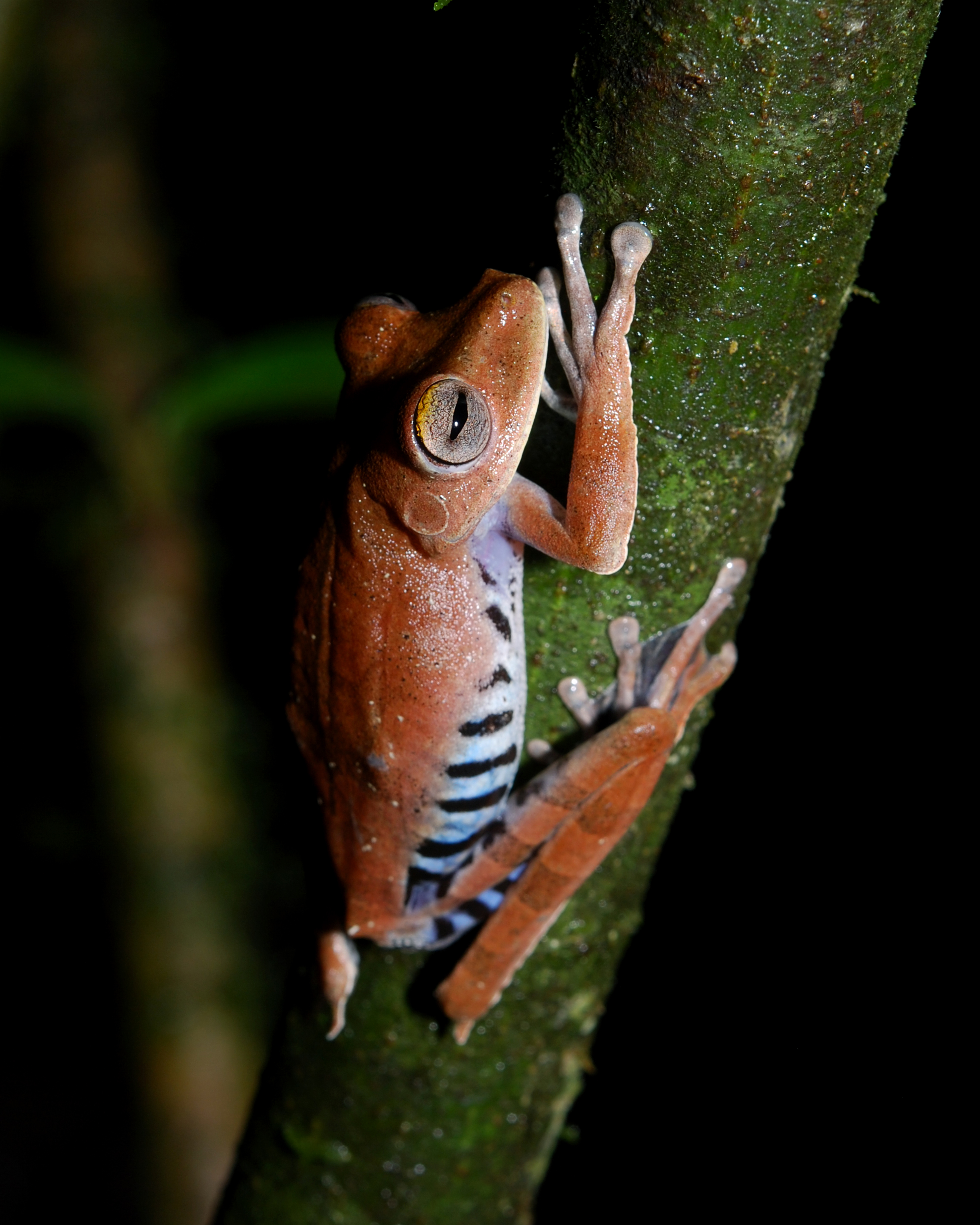
Hypsiboas calcaratus (Parc national Yasuni, Équateur)

Cette espèce se rencontre jusqu'à 1 000 m d'altitude dans le bassin amazonien au Brésil, en Guyane, au Suriname, au Guyana, au Venezuela, en Colombie, en Équateur, au Pérou et en Bolivie,.

## Publication originale
- Troschel, 1848 : Amphibien. Reisen in Britisch-Guiana in den Jahren 1840-44. Im Auftrage Sr. Majestät des Königs von Preussen ausgeführt. Theil 3. Versuch einer Zusammenstellung der Fauna und Flora von British-Guiana. Leipzig, p. 645-661 (texte intégral).